# Стилиян Ковачев
Стилиян Георгиев Ковачев е български офицер (генерал от пехотата). По време на Балканската война командва Родопския отряд, а след това – Четвърта българска армия. В началото на Междусъюзническата война за кратко е военен министър в правителството на Стоян Данев (1913).

## Биография
Стилиян Ковачев е роден на 26 февруари 1860 в Ямбол. Първоначалното си образование получава в Ямбол при даскал Атанас Кожухаров, по-късно учи в Сливен при Димитраки Хаджииванов. От ранна възраст се включва в Ямболски революционен комитет, където помага на Георги Дражев, като се занимава с кореспонденцията на комитета. При избухването на Априлското въстание, четата на Георги Дражев се присъединява към отряда на Иларион Драгостинов и Стоил войвода. При боя, който се води в Сливенския балкан, войводата Георги Дражев е заловен и по-късно, на 29 юни обесен. Младият Стилиян Ковачев обаче, успява да избегне бесилото.
След Освобождението, 18-годишният младеж, продължава обучението си, като кара педагогически курсове в Пловдив. По време на следването му е формирана Командата на волноопределяющите се и Стилян Ковачев, след успешно издържания приемен изпит, постъпва там. През ноември 1878 година командата е преместена в София, голяма част от състава ѝ, в това число и той, постъпва в новооткритото Военно училище. Завършва през 1879 година, на 10 май е произведен в чин подпоручик и назначен за командир на взвод във 2-ра рота на Учебната дружина на Източнорумелийската милиция.
На 9 юли 1881 г. е произведен в чин поручик. През този период се включва активно в организирането на т.нар. гимнастически дружества.
През 1882 – 1883 учи в Николаевската военноинженерна академия в Санкт Петербург, но се разболява и е принуден да се завърне в България. След като се възстановява, през 1883 г. е назначен за командир на 3-та рота в 10-а Хасковска дружина на Източнорумелийската милиция. На 7 март 1884 г. е произведен в чин капитан, а през пролетта на 1885 г. ротата му е изпратена в Родопите южно от Пазарджик, за да закриля местното българско население от набезите на турски и гръцки банди.
На 7 септември 1885 г. със заповед №1 на майор Данаил Николаев Хасковската дружина е разделена на 3 дружини и Ковачев поема командването на 3-та хасковска дружина, което назначение е потвърдено и със заповед №4 на капитан Рачо Петров от 9 септември, като дружината е част от Търново-Сейменския отряд.

### Сръбско-българска война (1885)
По време на Сръбско-българската война (1885) дружината, която командва е прехвърлена от югоизточната граница и участва в боевете при Сливница. Включил се в авангардния отряд при настъплението му към Цариброд (11 ноември) и Пирот (14 – 15 ноември). За заслуги във войната е награден с Орден „За храброст“ IV степен.
След войната е началник на канцеларията на Военното министерство (1886 – 1894). На 13 август 1887 г. е произведен в чин майор, през 1892 г. в чин подполковник. На 14 февруари 1892 г. докато служи като началник на инспекторско отделение е награден с орден „Св. Александър“ IV степен „за усърдна и примерна служба“. В периода 1894 – 1905 е последователно командир на 9-и пехотен полк, командир на 12-и пехотен полк, командир на 5-а пехотна бригада от 2-ра пехотна дивизия. През 1896 г. в чин полковник, през 1905 г. в чин генерал-майор. В периода от 1905 до 1909 г. е командир на 4-та пехотна дивизия, след което до 1912 г. командир на 2-ра пехотна дивизия. От септември 1912 г. командва Родопския отряд.

### Балкански войни (1912 – 1913)
В началото на Балканската война е командващ на Втора пехотна тракийска дивизия и на Родопския отряд, извършил настъпление по второстепенното направление от Пловдив към Западна Тракия. След успеха на тази операция става командващ на новосформираната Четвърта българска армия, като на този пост провежда успешно отбранителната операция при Булаир и отбива десанта при Шаркьой.
На 1/14 юни 1913, в навечерието на Междусъюзническата война, генерал Ковачев е назначен за военен министър в новообразуваното правителство на Стоян Данев, но поради напрегнатата ситуация остава на фронта като командващ Четвърта българска армия, а в министерството го замества генерал Кирил Ботев. Поради несъгласие с цар Фердинанд I и започването на Междусъюзническата война, Ковачев е отстранен (28 юни/11 юли) от командването на Четвърта армия и от правителството, а на 27 август преминава в запаса. Друга причина за отстраняването му от командването е обстоятелството, че по време на битката на река Брегалница дава заповед за отстъпление на армията, без позволение от главното командване.

### Първа световна война (1915 – 1918)
След включването на България в Първата световна война Стилиян Ковачев е мобилизиран в щаба на 2-ра дивизионна област, а от 1916 е началник на Главното тилово управление на армията. На 15 август 1917 г. е произведен в чин генерал-лейтенант.
След войната окончателно се уволнява от армията. На 6 май 1936 г. е произведен в чин генерал от пехотата.
Генерал от пехотата Стилиян Ковачев умира на 11 юли 1939 г. в София.

## Памет
На генерал Ковачев е наречена улица в квартал „Драгалевци“ в София (Карта).